# Municipio de Rountree
El municipio de Rountree (en inglés: Rountree Township) es un municipio ubicado en el condado de Montgomery en el estado estadounidense de Illinois. En el año 2010 tenía una población de 240 habitantes y una densidad poblacional de 2,59 personas por km².

## Geografía
El municipio de Rountree se encuentra ubicado en las coordenadas 39°18′18″N 89°25′8″O / 39.30500, -89.41889. Según la Oficina del Censo de los Estados Unidos, el municipio tiene una superficie total de 92.75 km², de la cual 92,75 km² corresponden a tierra firme y (0 %) 0 km² es agua.

## Demografía
Según el censo de 2010, había 240 personas residiendo en el municipio de Rountree. La densidad de población era de 2,59 hab./km². De los 240 habitantes, el municipio de Rountree estaba compuesto por el 99,17 % blancos, el 0,42 % eran afroamericanos, el 0,42 % eran asiáticos. Del total de la población el 1,25 % eran hispanos o latinos de cualquier raza.